# After War Gundam X
After War Gundam X (機動新世紀ガンダムX, Kidō Shinseiki Gandamu Ekkusu) is een animeserie die deel uitmaakt van de Gundam-franchise. De serie telt 39 afleveringen, en werd in Japan uitgezonden van april 1996 tot december 1996 op TV Asahi. De serie werd geregisseerd door Shinji Takamatsu.

## Overzicht
De serie werd gemaakt naar aanleiding van het succes van Gundam Wing.
De serie speelt zich af in de After War-tijdlijn, die begint met een scenario gelijk aan de eenjarige oorlog uit de Universal Century-tijdlijn. Alleen in plaats van slechts 1 kolonie, laten de kolonisten in deze tijdlijn tientallen kolonies neerstorten op aarde. 99% van de mensheid komt om door deze actie, en de overlevenden blijven achter in een totaal verwoeste wereld.
Het verhaal speelt zich af in het jaar AW 0015, wanneer de aarde net bezig is te herstellen. Centraal in de serie staat de 15-jarige Garrod Ran. Hij is lid van Vulture, een groep die het verwoeste landschap doorreist op zoek naar voedsel en bruikbare spullen. Ran is op een missie om de Newtypes, mensen die de volgende stap in de menselijke evolutie vormen, te vinden en te beschermen tegen hen die kwaad met hen in de zin hebben. Tegelijk dreigt er een nieuwe oorlog tussen de Nieuwe Verenigde Naties van de Aarde en de Space Revolutionary Army.
De serie kreeg een vervolg in de vorm van de manga Gundam X: Under the Moonlight.

## Cast
- Garrod Ran - Wataru Takagi
- Tiffa Adill - Mika Kanai
- Jamil Neate - Kenyuu Horiuchi
- Roybea Loy - Takumi Yamazaki
- Witz Sou - Kazuya Nakai
- Sara Tyrell - Yumi Kakazu
- Toniya Malme - Kotono Mitsuishi
- Olba Frost - Nozomu Sasaki
- Shagia Frost - Toshiyuki Morikawa
- Ennil El - Chieko Honda
- Perla Ciss - Miki Nagasawa
- Lancerow Dawell - Hiroshi Takemura
- Carris Nautilus - Yuko Mizutani
- Fixx Bloodman - Shin Aomori
- Zaider Rasso - Walter Eme

## Afleveringen
1. Has the Moon Come Up?
2. I'll Give You Power...
3. My Favorite Mount is Ferocious
4. This Operation is Time Critical!
5. You Will Pull the Trigger
6. I Don't Believe This...
7. I'm Selling This Gundam!
8. I Won't Forgive That Child!
9. Like the Rain Falling on the City
10. I Am a Newtype
11. Don't Think, Just Run!
12. This is My Finest Masterpiece
13. Shoot My Foolish Self
14. Can You Hear My Voice!
15. I Wonder If There Is a Heaven
16. Because I Am Also Human
17. You Must Find Out For Yourself
18. The Sea of Lorelei
19. It's As If I'm Dreaming
20. ...So We Meet Again
21. Like My Late Wife Always Said
22. A Fifteen-Year-Old Ghost
23. My Dreams Are Reality
24. Double X, Activate!
25. You Are Our Stars of Hope
26. Don't Say Anything
27. It Is Time For Farewell
28. I've Got to Shoot!?
29. Look At Me
30. I Felt That I'd Never See You Again
31. Fly, Garrod!
32. That's the G-Falcon!
33. How Did You Know Who I Am!?
34. There's the Moon!
35. The Light of Hope Will Not Be Extinguished
36. The War We Wanted
37. Freeden, Launch
38. I Am D.O.M.E... I Was Once Called a Newtype
39. The Moon Will Always Be There

## Muziek
Titelsong:
- "Dreams" door Romantic Mode (ep. 1-26)
- "Resolution" door Romantic Mode (ep. 27-39)

Einde:
- "Human Touch" door Warren Wiebe (ep. 1-13, 39)
- "Human Touch" (Japanse versie) door Re-Kiss (ep. 14-26)
- "Gin-Iro Horizon [Silver Horizon]" door Satomi Nakase (ep. 27-38)